# Eupithecia strobilata
Eupithecia strobilata là một loài bướm đêm trong họ Geometridae.